# Kazys Pėdnyčia
Kazys Pėdnyčia (ur. 6 listopada 1949 w Plaskūnai w rejonie koszedarskim) – litewski prawnik, prokurator, sędzia, adwokat, Prokurator Generalny Republiki Litewskiej od 1997 do 2000.